# Tour de l’Horloge (Montreal)

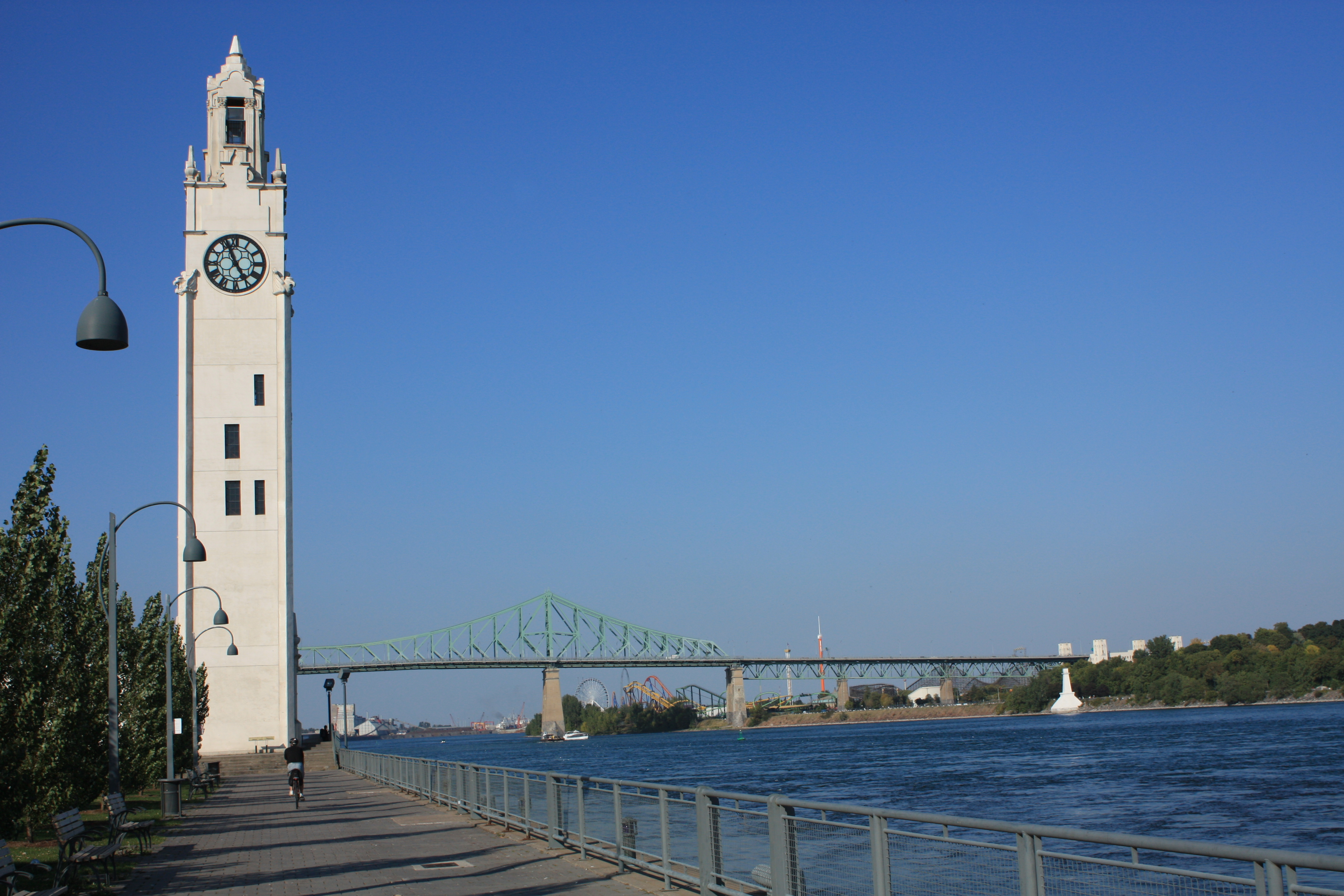
Der Tour de l’Horloge mit der Pont Jacques-Cartier im Hintergrund

Der Tour de l’Horloge ist ein Uhrturm in Montreal. Er befindet sich am Quai de l’Horloge im Alten Hafen, am Ufer des Sankt-Lorenz-Stroms. Erbaut wurde er in den Jahren 1921 bis 1922, seit 1996 steht er unter Denkmalschutz.
Im Rahmen des Ausbaus der Hafenanlagen beschloss die Montrealer Hafenbehörde, auf der Victoria-Mole (heute als Quai de l’Horloge bezeichnet) ein Getreidesilo und Lagerschuppen zu errichten. Sie beschloss auch den Bau eines Turms, um der toten Seeleute der Handelsmarine während des Ersten Weltkriegs zu gedenken. Gegen Ende der 1970er Jahre wurden die Gebäude auf der Mole abgerissen. Zurück blieb einzig der Uhrturm, der 1984 restauriert wurde und seither der Öffentlichkeit zugänglich ist.
Der Turm mit viereckigem Grundriss ist 45 Meter hoch und kann über eine Treppe mit 192 Stufen erklommen werden. Das Uhrwerk stammt von der Manufaktur Gillett & Johnston in Croydon (London) und ist ähnlich wie jenes von Big Ben im Palace of Westminster. Ursprünglich war geplant, das Uhrwerk mit fünf Glocken zu verbinden und so den Turm zu einem Carillon zu machen.